# Polycyathus norfolkensis
Polycyathus norfolkensis är en korallart som beskrevs av Stephen D. Cairns 1995. Polycyathus norfolkensis ingår i släktet Polycyathus och familjen Caryophylliidae. Inga underarter finns listade i Catalogue of Life.